# نیکلای چائوشسکو
نیکولای چائوشِسکو (به رومانیایی: Nicolae Ceaușescu) (رومانیایی: [nikoˈla.e tʃe̯a.uˈʃesku] ()؛ زاده ۲۶ ژانویهٔ ۱۹۱۸ – درگذشته ۲۵ دسامبر ۱۹۸۹) سیاستمدار و دیکتاتور کمونیست رومانیایی بود. او دبیرکل حزب کمونیست رومانی و از سال ۱۹۶۵ تا سرنگونی و اعدامش در انقلاب رومانی در دسامبر ۱۹۸۹، که بخشی از خیزش‌های ضد کمونیستی در اروپای شرقی در آن سال بود، دومین و آخرین رئیس‌جمهور جمهوری سوسیالیستی رومانی بود.
چائوشسکو که متولد ۱۹۱۸ در سکورنیچشت بود، از اعضای جنبش جوانان کمونیست رومانی بود. چائوشسکو در دولت سوسیالیستی گئورگی گئورگیو-دژ ترقی کرد و پس از مرگ گئورگیو-دژ در سال ۱۹۶۵، به عنوان دبیرکل به رهبری حزب کمونیست رومانی رسید.
او پس از رسیدن به قدرت سانسور مطبوعات را سبک کرد و آشکارا حمله پیمان ورشو به چکسلواکی را در سخنرانی ۲۱ اوت ۱۹۶۸ خود، که باعث اوج‌گیری محبوبیتش شد، محکوم کرد. به هر روی، دوره ثبات پس از آن کوتاه بود چرا که حکومت کوتاهی بعد تمامیت‌خواه شد و سرکوبگرترین حکومت در بلوک شرق در آن زمان تلقی می‌شد. پلیس مخفی او، سکوریتاته، مسئول نظارت گسترده و نیز سرکوب شدید و نقض حقوق بشر درون کشور بود، و رسانه‌ها و مطبوعات را کنترل می‌کرد. سو مدیریت اقتصادی ناشی از پروژه‌های نفتی ناکام در دهه ۱۹۷۰ بدهی‌های خارجی سر به فلک کشیده را برای رومانی به بار آورد. تلاش‌های چائوشسکو برای پیاده‌سازی سیاست‌هایی برای رشد قابل توجه جمعیت باعث شمار فزاینده ای از سقط جنین‌های ناایمن شد و شمار یتیمان در نهادهای دولتی را افزایش داد. در سال ۱۹۸۲، چائوشسکو به دولت دستور داد در تلاش برای بازپرداخت این بدهی‌ها بیشتر تولید کشاورزی و صنعتی کشور را صادر کند. کمبودهایی که در پی آن بروز کرد استانداردهای زندگی را شدیداً کاهش داد، منجر به سهمیه بندی سنگین غذا، آب، گرمایش، برق، دارو و دیگر ملزومات شد. کیش شخصیت او به‌طور بی‌سابقه ای بالا گرفت و خویشاوندسالاری گسترده و تیره شدن شدید روابط خارجی حتی با اتحاد جماهیر شوروی سوسیالیستی در پی آن بروز کرد.
با تظاهرات معترضان ضد حکومت در تیمیشوارا در دسامبر ۱۹۸۹، او تظاهرکنندگان را تهدیدی سیاسی تلقی کرد و به نیروهای نظامی دستور داد در ۱۷ دسامبر آتش بگشایند، که تلفات و جراحات بسیاری را موجب شد. افشای مسئولیت چائوشسکو باعث پراکنده شدن عظیم شورش و ناآرامی مدنی در سراسر کشور شد. تظاهرات‌ها که به بخارست کشیده شد، به انقلاب رومانی موسوم شد—تنها سرنگونی خشونت بار یک حکومت کمونیستی در جریان انقلاب‌های ۱۹۸۹. چائوشسکو و زنش النا چائوشسکو با یک بالگرد از پایتخت فرار کردند، ولی پس از ریزش نیروهای مسلح توسط ارتش دستگیر شدند. هر دو پس از محاکمه و محکوم شدن به خرابکاری اقتصادی و نسل‌کشی، به مرگ محکوم و در ۲۵ دسامبر فوراً تیرباران شدند. کشتن آن‌ها، واپسین اعدام در رومانی پیش از لغو قانون اعدام در ۷ ژانویه ۱۹۹۰ بود.

## آغاز زندگی

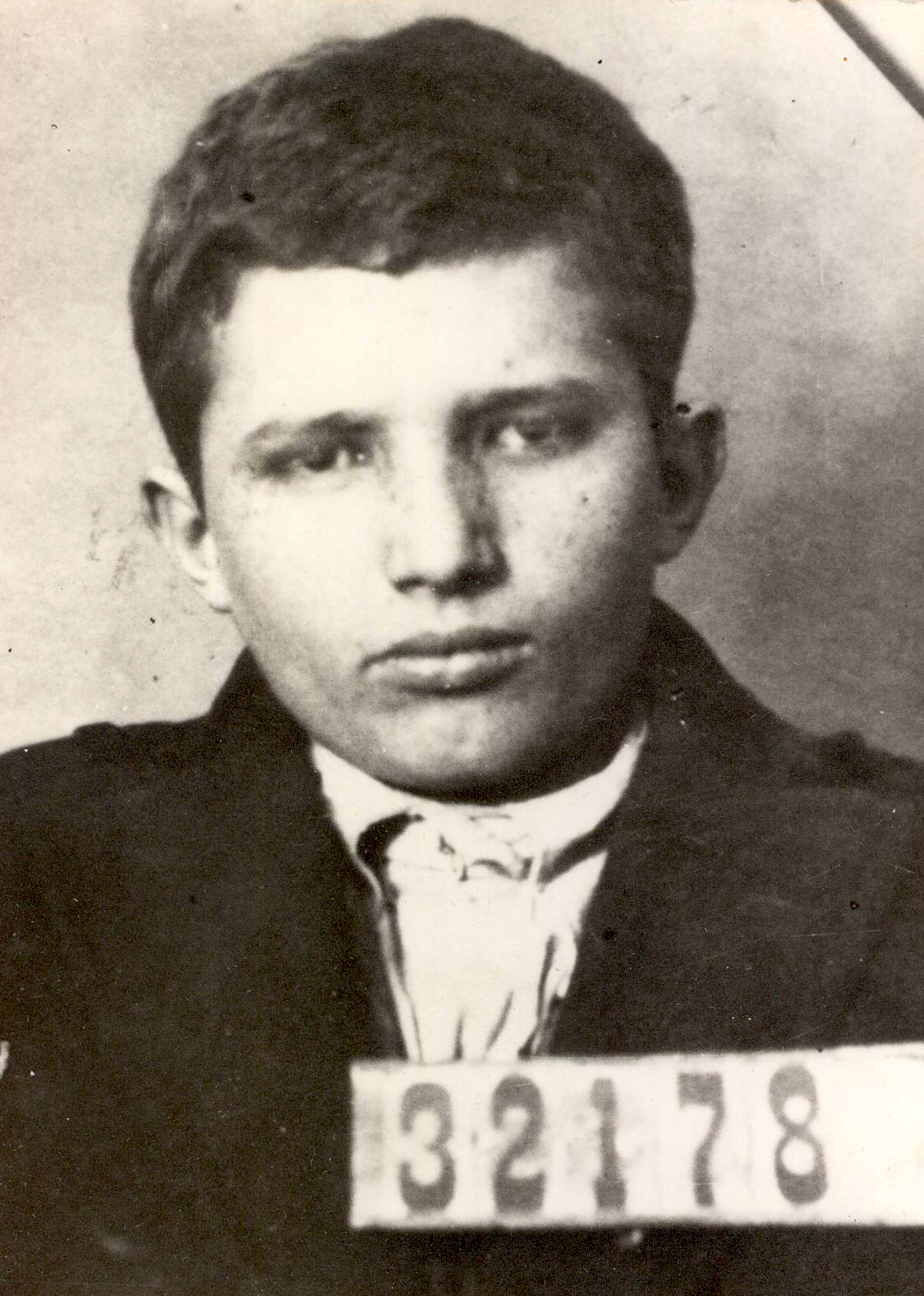
عکس بچگی نیکولای چائوشِسکو

نیکولای چائوشسکو در روز ۲۶ ژانویه ۱۹۱۸ روستای کوچک سکورنیچشت در شهرستان اولت در جنوب رومانی زاده شد. وی یکی از ۹ فرزند یک کشاورز فقیر بود. نیکولای چائوشسکو تا سن ۱۱ سالگی در مدرسه روستای زادگاهش تحصیل کرد. سپس به بخارست رفت و در آنجا دوره کفاشی دید و در کارگاه کفاشی الکساندر سندولسکو کار کرد. الکساندر سندولسکو عضو حزب غیرقانونی کمونیست بود و در اوایل ۱۹۳۲ چائوشسکو را به حزب کمونیست معرفی کرد.

## حزب کمونیست
چائوشسکو در تاریخ ۶ ژوئن ۱۹۳۶ توسط دادگاه براشوو به اتهام یک آشوبگر کمونیست خطرناک، ترویج کننده مواد تبلیغاتی کمونیسم و ضد فاشیسم به دو سال زندان محکوم شد. به‌علاوه به دلیل اهانت به دادگاه به شش ماه و یک سال زندگی اجباری در روستای زادگاهش محکوم شد. در بازداشتگاه با رهبران حزب کمونیست آشنا شد و پس از آزادی، پنهانی به عنوان عضو فعال حزبش در بخش جوانان، مشغول به کار شد. در سال ۱۹۳۹ زمانی که خارج از زندان بود با اِلِنا آشنا شد و در سال ۱۹۴۷ با او ازدواج کرد. با پایان جنگ جهانی دوم و برپایی رژیم سوسیالیستی با پشتیبانی اتحاد شوروی، چائوشسکو به کمیته مرکزی حزب حاکم راه یافت و تا پایان عمر عضو مجلس کشور به‌شمار می‌آمد. هنگامی که گئورگی گئورگیو-دژ، دبیرکل حزب کمونیست در تاریخ ۱۹ مارس ۱۹۶۵ درگذشت، چائوشسکو رهبری حزب را به دست آورد و رفته‌رفته چندین مقام از جمله رئیس‌جمهوری، دبیرکلی حزب، نخست‌وزیری، و همچنین ریاست نیروهای سه‌گانه کشور را در دست گرفت.

## رهبری رومانی

### سیاست خارجی
چائوشسکو نخست با فاصله گرفتن از اتحاد شوروی، صنعتی کردن کشور و برقراری رابطه دیپلماتیک با کشورهای غیر کمونیستی، محبوبیتی در جهان غرب به دست آورد.
در سال ۱۹۷۱ چائوشسکو از کره شمالی، مغولستان و ویتنام شمالی دیدار کرد. پس از آن رفته‌رفته کیش شخصیت حاکم در آن سه کشور را در رومانی به راه انداخت.
او به پیروی از یک سیاست مستقل در روابط خارجی ادامه داد- برای مثال، رومانی یکی از اندک کشورهای کمونیستی بود (از جمله جمهوری خلق چین و جمهوری فدرال سوسیالیستی یوگسلاوی) که در بازی‌های المپیک تابستانی ۱۹۸۴ در لس آنجلس با وجود بایکوت به رهبری شوروی شرکت کرد.
همچنین، جمهوری سوسیالیستی رومانی یکی از اولین کشورهای بلوک شرق بود که با بلوک غرب و اتحادیه اقتصادی اروپا رابطه رسمی داشت: توافقی که رومانی را مشمول سامانه کلی ترجیحات جامعه داد در سال ۱۹۷۴ امضا شد و توافقی در زمینه محصولات صنعتی در سال ۱۹۸۰ امضا شد. در ۴ آوریل ۱۹۷۵، چائوشسکو از ژاپن دیدار کرد و با هیروهیتو دیدار کرد. در ژوئن ۱۹۷۸، چائوشسکو از بریتانیا دیدار کرد و یک توافق ۲۰۰ میلیون پاوندی بین حکومت رومانی و بریتیش ایروسپیس برای تولید بیش از هشتاد هواگرد بی‌ای‌سی یک-یازده امضا شد. گفته شد این توافق در آن زمان بزرگ‌ترین توافق بین دو کشور دربارهٔ هواگردهای غیرنظامی بوده‌است. این اولین بازدید رئیس یک کشور کمونیستی از بریتانیا بود و به چائوشسکو توسط ملکه شوالیگی داده شد که یک روز پیش از مرگ او در سال ۱۹۸۹ لغو شد. به‌طور مشابه، در سال ۱۹۸۳, معاون رئیس‌جمهور ایالات متحده آمریکا جرج اچ. دابلیو. بوش و در سال ۱۹۸۵ وزیر امور خارجه ایالات متحده آمریکا جرج پی. شولتس نیز از دیکتاتور رومانی تحسین کردند.

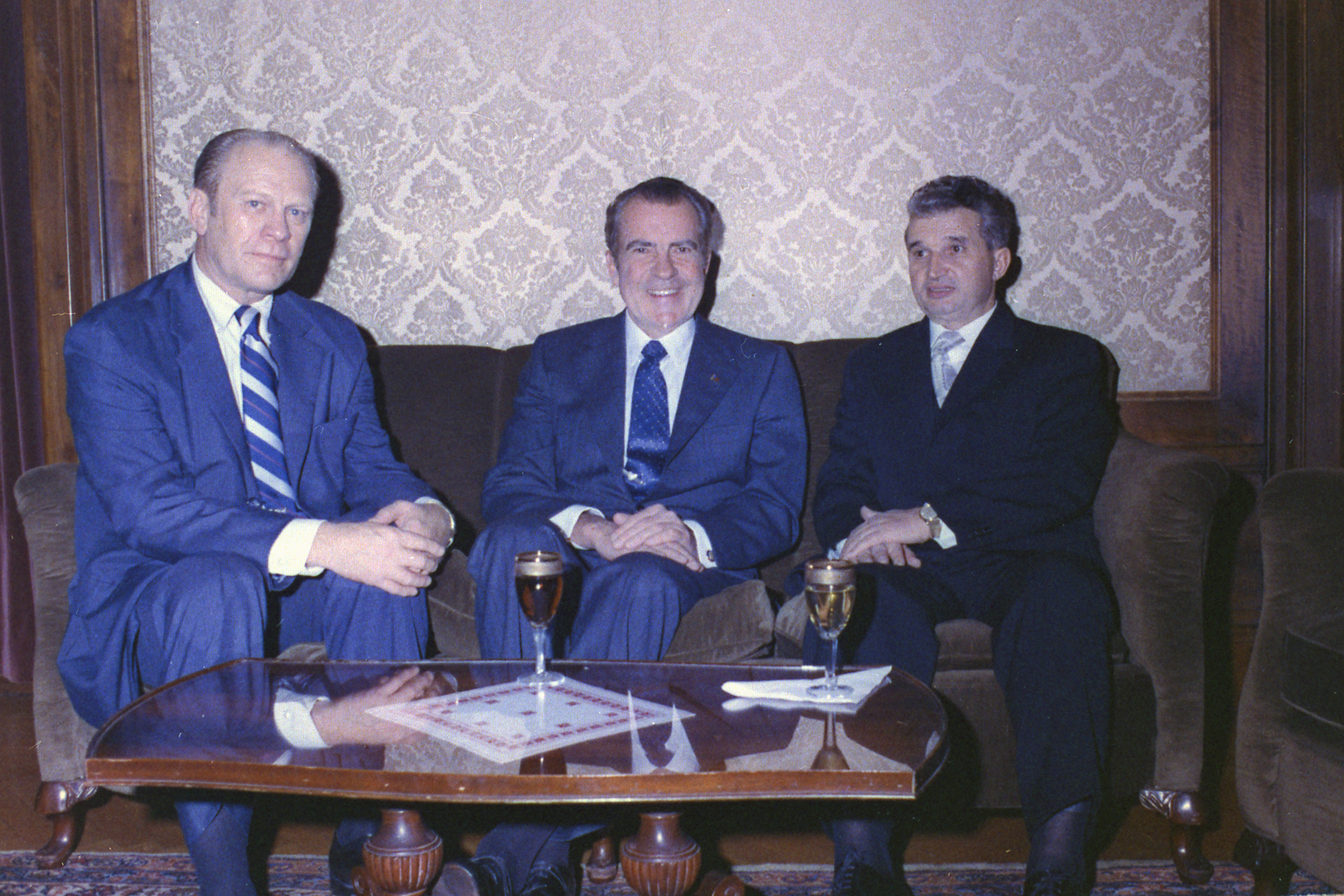
چائوشسکو، نیکسون رئیس‌جمهور آمریکا و جرالد فورد

#### ایران

##### پیش از انقلاب
با وجود حکومت کمونیستی، تا پیش از انقلاب ۱۳۵۷ ایران، جمهوری سوسیالیستی رومانی رابطه گرمی با ایران داشت و دو کشور همکاری نزدیکی در زمینه انرژی و صنایع سنگین داشتند. محمدرضا پهلوی دو بار به رومانی سفر کرده و در سال ۱۹۷۴ (میلادی) به مناسبت انتخاب چائوشسکو به سمت رئیس‌جمهوری، یک خودروی پیکان هدیه داد. این خودرو در مه ۲۰۲۱ به قیمت ۹۵ هزار یورو به فروش رفت. نیکلای چائوشسکو نیز در سال ۱۳۴۸ (خورشیدی) از تهران دیدار کرد. او از مهمان‌های جشن‌های ۲۵۰۰ ساله شاهنشاهی ایران بود.

##### پس از انقلاب
پس از انقلاب نیز چائوشسکو رابطه نزدیکی با حکومت جمهوری اسلامی ایران داشت. در اسفند ۱۳۶۷ سید علی خامنه‌ای در هنگام ریاست‌جمهوری خود در سفری به اروپای خاوری از رومانی و یوگسلاوی دیدار کرد.

###### سفر به ایران
چائوشسکو اولین مهمان خارجی دوران ریاست جمهوری هاشمی رفسنجانی بود.
با آغاز ریاست‌جمهوری اکبر هاشمی رفسنجانی گفتگو برای دعوت از چائوشسکو از ایران آغاز شد. محمود واعظی، معاون آن هنگام اروپا و آمریکای وزارت امور خارجه ایران به بخارست رفت تا به‌طور رسمی از رهبر رومانی برای دیدار از تهران دعوت کند. در آن هنگام، رومانی در پی خرید نفت خام با تخفیف ویژه از ایران بود تا بتواند آن را به قیمت بالاتر در بازارهای جهانی بفروشد. ایران نیز در پی گسترش همکاری موشکی با رومانی بود. سفر نیکلای چائوشسکو به تهران برای اکبر هاشمی رفسنجانی که مرداد آن سال به ریاست جمهوری رسیده بود، اهمیت زیادی داشت. از یک طرف، میزبانی از یک رهبر اروپایی برای نشان دادن چهره‌ای موفق مهم بود و از سوی دیگر ایران در آن زمان به خاطر صدور فتوای ارتداد سلمان رشدی دچار انزوای دیپلماتیک شده بود.
اما رومانی در آستانه این سفر دچار بحران شد. یک روز پیش از سفر چائوشسکو، شهر تیمیشورا، در غرب رومانی به صحنه ناآرامی‌های ضددولتی تبدیل شد و پلیس امنیتی رومانی به سرکوب خونبار ناآرامی‌ها در این کشور پرداخت. به گفته برخی از مقام‌های ایرانی، از رومانی با چائوشسکو تماسی گرفته و از وی خواسته شد در ایران بماند؛ ولی او مخالفت کرد و در ۲۰ دسامبر ۱۹۸۹ با بدرقه رسمی تهران را ترک کرد.

## انقلاب رومانی
چائوشسکو برای مدت‌ها رهبری میانه‌رو و رومانی کشوری نسبتاً آزادتر در میان رهبران کشورهای کمونیستی به‌شمار می‌رفت. حتی دولت بریتانیا یکی از نشان‌های مهم دولتی را به او اعطا کرد (این نشان یک روز پیش از سرنگونی چائوشسکو از او پس گرفته شد). هنگامی‌که میخائیل گورباچف در شوروی به قدرت رسید دست به اصلاحاتی در کشور زد. اما چائوشسکو تلاش داشت از انجام اصلاحات در رومانی، جلوگیری کند. در مارس ۱۹۸۹ شماری از اعضای اصلاح‌طلب حزب کمونیست رومانی به استبداد فردی چائوشسکو اعتراض کردند و در شب‌نامه‌ای خواهان برکناری او شدند. همزمان، روشنفکران و نویسندگان رومانی نیز خواستار اصلاحاتی مانند شوروی در کشور خود شدند.
در ادامه آن سال، اعتراض‌های پراکنده‌ای در گوشه و کنار کشور برپا شد. اما نخستین اعتراض گسترده در شهر تیمیشوارا رخ داد. در این شهر، کشیشی به نام لاسلو توکس به سیاست ضددینی دولت چائوشسکو اعتراض کرد. دولت نیز در پاسخ، او را به روستایی دورافتاده تبعید کرد. در ۱۵ دسامبر ۱۹۸۹ مردم در همبستگی با کشیش به سوی کلیسا حرکت کردند و علیه دولت شعار دادند. روز بعد تظاهرات مردم تندتر شد و برای نخستین بار شعار «مرگ بر دیکتاتور» سر دادند.
اما چائوشسکو که خود را در اوج قدرت می‌پنداشت اداره کشور را به همسرش سپرد و به ایران سفر کرد. در هنگامی‌که چائوشسکو در ایران بود در ساعت ده صبح روز ۱۷ دسامبر ۱۹۸۹ دولت در شهر تیمیشوارا وضعیت اضطراری اعلام کرد و ارتشیان و مأموران سازمان امنیت رومانی (سکوریتاته) برای سرکوب اعتراضات، به تظاهرکنندگان حمله کردند و ده‌ها نفر را کشتند.

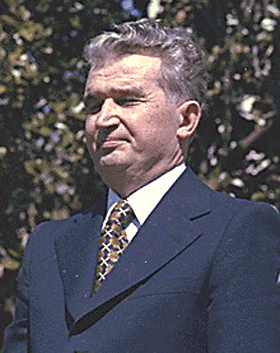
در سال ۱۹۷۸

## بازگشت به رومانی
چائوشسکو فردای روز بازگشت از تهران به رومانی در ۲۰ دسامبر ۱۹۸۹ در یک سخنرانی تلویزیونی، ناآرامی‌ها را به دخالت خارجی نسبت داد و مخالفان را به تلاش برای براندازی سوسیالیسم متهم کرد.
در ۲۱ دسامبر ۱۹۸۹ به دستور چائوشسکو و به منظور نمایش قدرت، شمار زیادی از کارگران و کارمندان دولت با پلاکاردهایی در حمایت از چائوشسکو در برابر ساختمان کمیته مرکزی حزب کمونیست گردهم آمدند تا چائوشسکو برای آن‌ها سخنرانی کند. این سخنرانی به‌طور مستقیم از تلویزیون رومانی پخش می‌شد. چائوشسکو بار دیگر، فاشیست‌ها را به تحریک معترضان متهم و تلاش دشمنان برای مخدوش کردن استقلال و تمامیت ارضی رومانی را محکوم کرد. در حالی که سخنان چائوشسکو در ابتدا با تشویق و تأیید حاضران همراه بود، به ناگاه در دقیقه هشتم سخنرانی عده‌ای از حاضران برایش هو کشیدند و علیه او شعار دادند. این کار با اخلال در سخنرانی همراه شد و پخش تلویزیونی آن قطع شد. چائوشسکو چندین بار از حاضران می‌خواهد که ساکت شوند. حتی النا چائوشسکو هم در چند نوبت خواهان سکوت حاضران می‌شود. در نهایت سخنرانی چائوشسکو از سر گرفته شد و او در ادامه صحبت‌هایش وعده داد حقوق و مزایای شهروندان افزایش پیدا کند.
در همان روز ۲۱ دسامبر یگان‌های ارتشی که برای سرکوب مردم معترض به تیمیشوارا فرستاده شده بودند از تیراندازی به سوی مردم خودداری کردند و خودسرانه پادگان‌ها را ترک کردند.
در ۲۲ دسامبر ۱۹۸۹ معترضان به ساختمان کمیته مرکزی حزب حمله کردند و پس از خلع سلاح نگهبانان به داخل آن یورش بردند. انتشار خبر خودکشی وزیر دفاع باعث شد تا واحدهایی از ارتش به معترضان بپیوندند. نیکلای چائوشسکو و همسرش النا با بالگرد از بام ساختمان کمیته مرکزی حزب فرار کردند سرانجام بعد از ساعاتی فرار و سرگردانی به پرسنل ارتش تحویل داده شدند و در یک پادگان ارتش در شهر تیرگوویشته زندانی شدند.

## اعدام
در روز کریسمس ۲۵ دسامبر ۱۹۸۹ چائوشسکو به دستور جبهه نجات ملی در دادگاهی که در یک اتاق کوچک تشکیل شد محاکمه شد. وی با اتهاماتی همچون گردآوری غیرقانونی ثروت و نسل‌کشی مواجه شد و در همان روز، در سن ۷۱ سالگی در جنوب رومانی به همراه همسرش اعدام شد. محاکمه صحرایی و اعدام چائوشسکو و همسرش به قدری سریع انجام شد که تصویربردار تلویزیون رومانی وقت نکرده بود به موقع خود را به محوطه اعدام برساند و تنها تصویر بدن بی جان آن دو را که در کنار دیوار به زمین افتاده بودند، ضبط کرده بود.

### پیامدهای اعدام چائوشسکو در ایران
در پی اعدام چائوشسکو در روز ۲۵ دسامبر ۱۹۸۹ و تنها پنج روز پس از بازگشت از سفرش به ایران و دیدار با مقامات بلندپایه آن هنگام، پس لرزه‌های این اتفاق در ایران جنجال آفرین شدند. در ۵ دی ۱۳۶۸، ۸۴ تن از نمایندگان مجلس سوم شورای اسلامی با پرسش از علی‌اکبر ولایتی، وزیر امور خارجه آن هنگام، خواهان پاسخگویی او در قبال دعوت از دیکتاتور مخلوع رومانی شدند. این نمایندگان، بیشتر از نیروهای گرایش چپ بودند و درخواستشان در آن هنگام باعث واکنش‌ها و مخالفت‌هایی شد. اما نطق‌های جنجالی نمایندگان، باعث شد که علی‌اکبر ولایتی برای پاسخگویی در مجلس شورای اسلامی حاضر شود و در اینباره پاسخ دهد. نطق صادق خلخالی در این رابطه، مشهور شد. خلخالی در سخنان خود دستگاه دیپلماسی کشور را به محافظه‌کاری متهم کرد و آشکارا گفت که مسئولان ما از جهان بی‌خبرند و رویدادهای بین‌المللی را پیگیری نمی‌کنند. نمایندگان جناح چپ مجلس خواهان استیضاح علی‌اکبر ولایتی شدند. اما با دخالت علی خامنه‌ای، عقب‌نشینی کردند.
در پی اعتراضات بی‌سابقه نسبت به دستگاه سیاست خارجی، محمد جمشیدی گوهری سفیر آن هنگام ایران در رومانی در ۵ دی ۱۳۶۸ برکنار شد. در حکم برکناری صادر شده از سوی وزارت امور خارجه ایران آمده بود:
چون آقای گوهری، سفیر جمهوری اسلامی ایران در رومانی ارائه گزارش جامعی از اوضاع داخلی رومانی در آستانه سفر چائوشسکو به تهران نداشته‌ است، از کار برکنار و وی برای توضیح به تهران فراخوانده می‌شود.
محمد گوهری که روزهای پایانی ماموریتش را در بخارست می‌گذراند، در این باره به روزنامه شرق گفت: «این رویداد فرصت را برای دریافت سریع‌تر حکم پایان مأموریت بنده مهیا کرد، چرا که می‌شد یک آگهی تبلیغاتی هم به رسانه‌های عمومی داد و فشارها را از روی وزارت خارجه و دولت برداشت.»

## میراث
تحسین «جنایات» حکومت‌های تمامیت خواهانه و تحقیر قربانیان در رومانی قانوناً ممنوع است؛ این دوره چائوشسکو را هم در بر می‌گیرد. دانیل استایکو ۲۵٬۰۰۰ لئوی رومانی (تقریباً ۹٬۰۰۰ دلار آمریکا) به خاطر تحسین چائوشسکو و نمایش دادن تصاویر او در شبکه تلویزیونی خصوصیش (3TV Oltenia) جریمه شد. به هر روی، بنا بر نظرسنجی انجام شده در سال ۲۰۱۰، ۴۱٪ از رومانیایی‌ها به چائوشسکو رای می‌دهند و و ۶۳٪ فکر می‌کنند زندگیشان پیش از سال ۱۹۸۹ بهتر بوده‌است. در ۲۰۱۴, درصد کسانی که به چائوشسکو رای می‌دادند به ۴۶٪ رسید. در ۲۷ دسامبر ۲۰۱۸ , یک نظرسنجی نشان داد ۶۴٪ از مردم نظر مثبتی نسبت به چائوشسکو دارند.

## نگارخانه

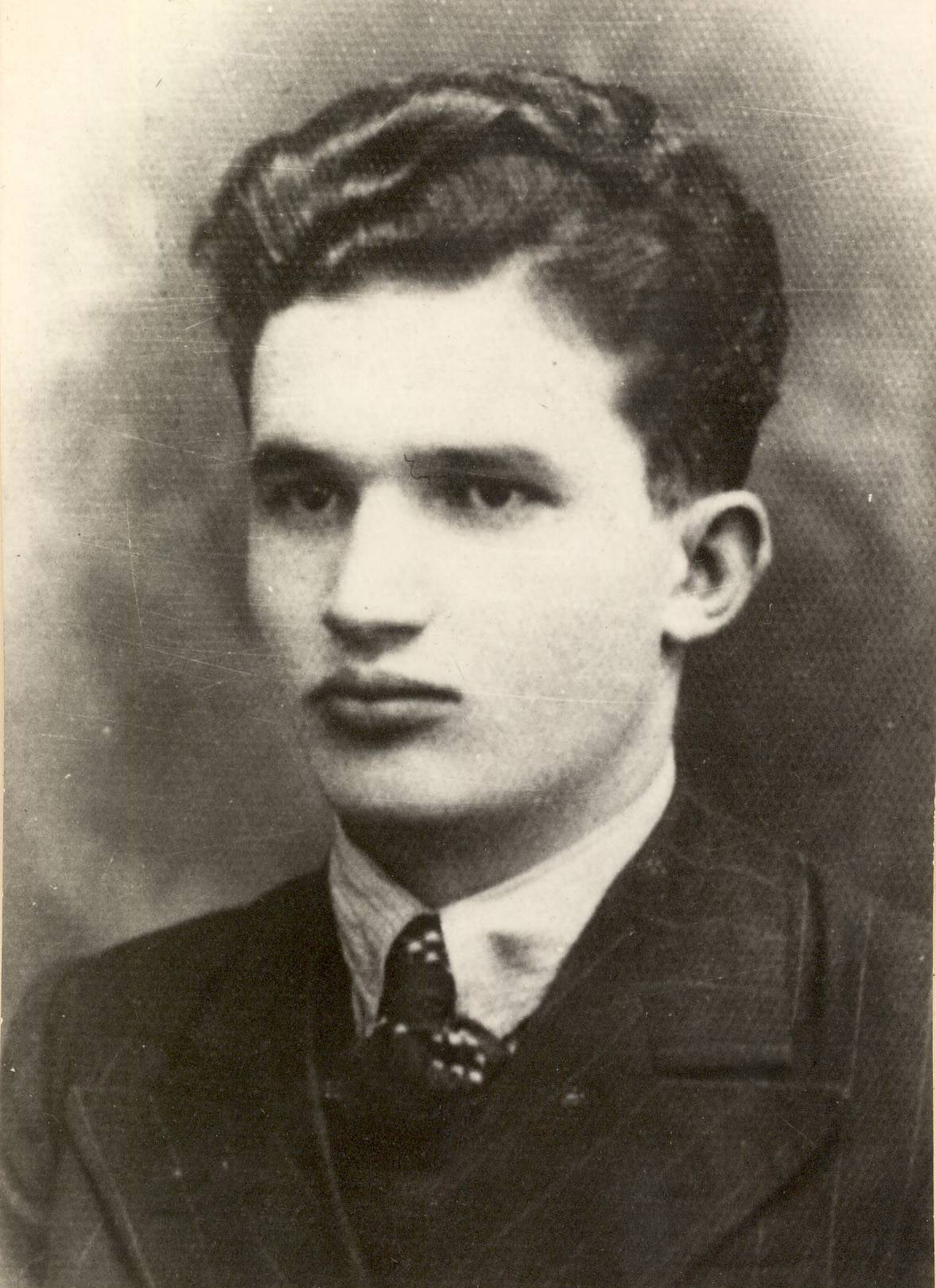
پرتره (۱۹۳۹)
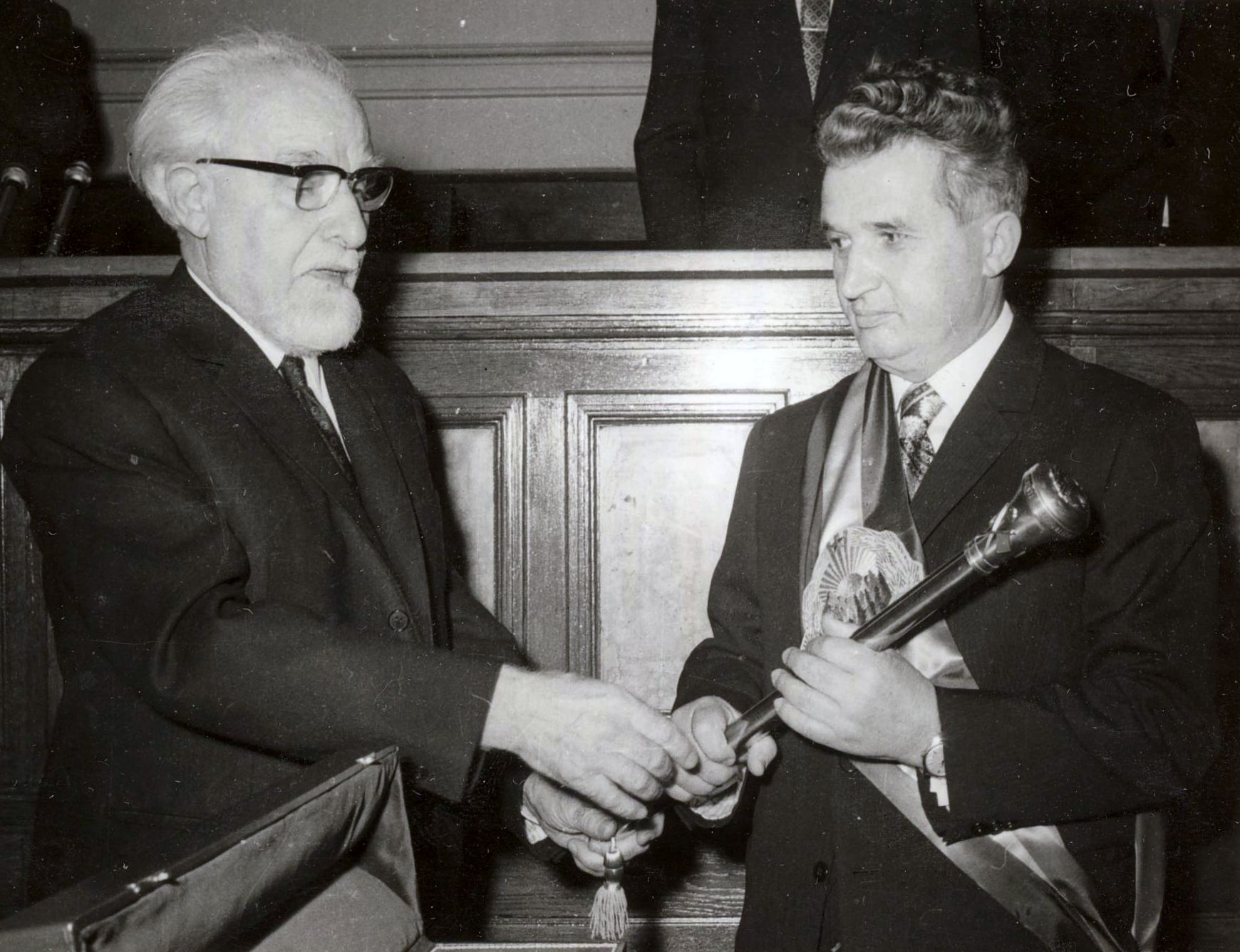
در سال ۱۹۷۴ چائوشسکو عصای ریاست‌جمهوری را از کنگره ملی دریافت کرد.
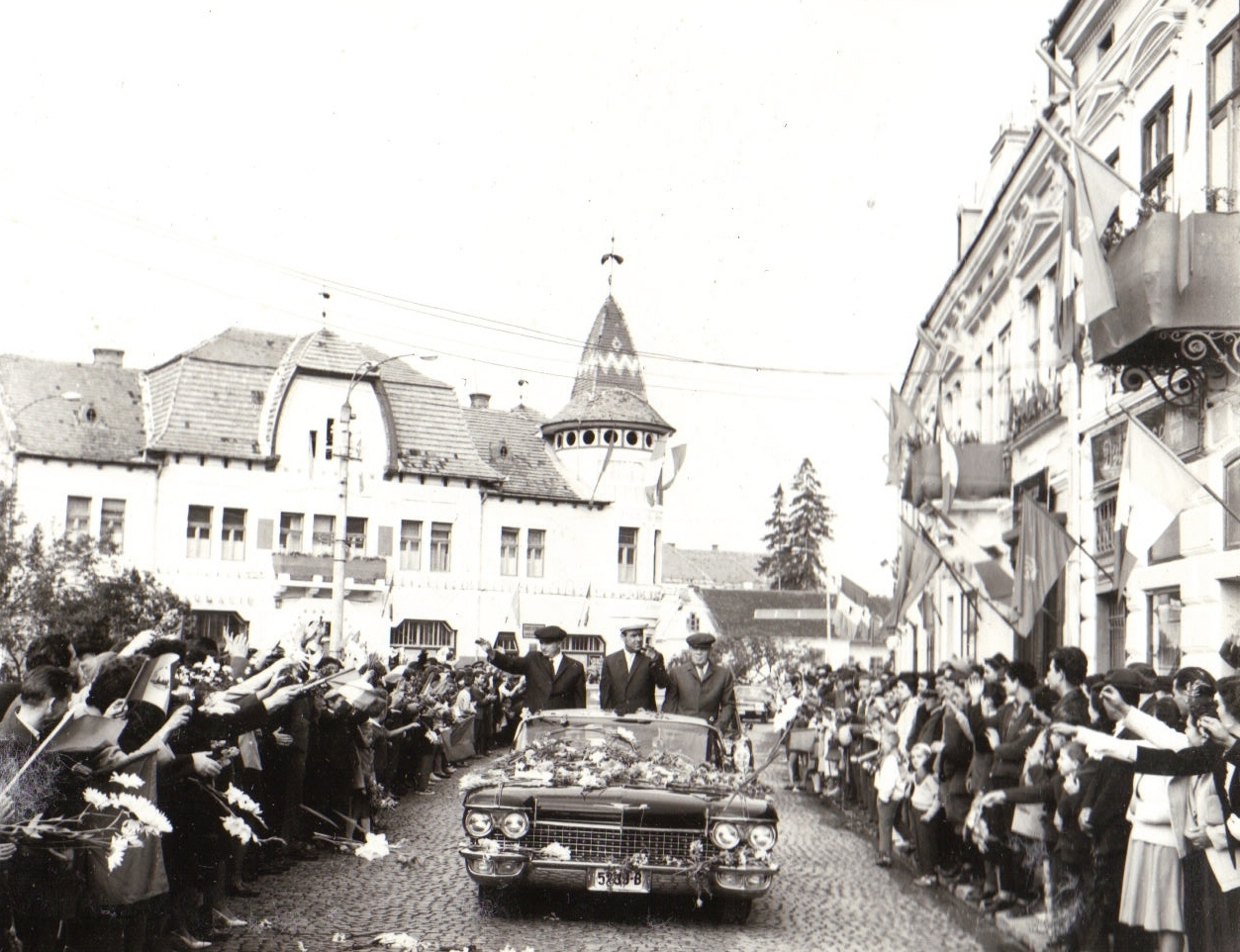
بازدید چائوشسکو از گئورگه (۱۹۶۶)
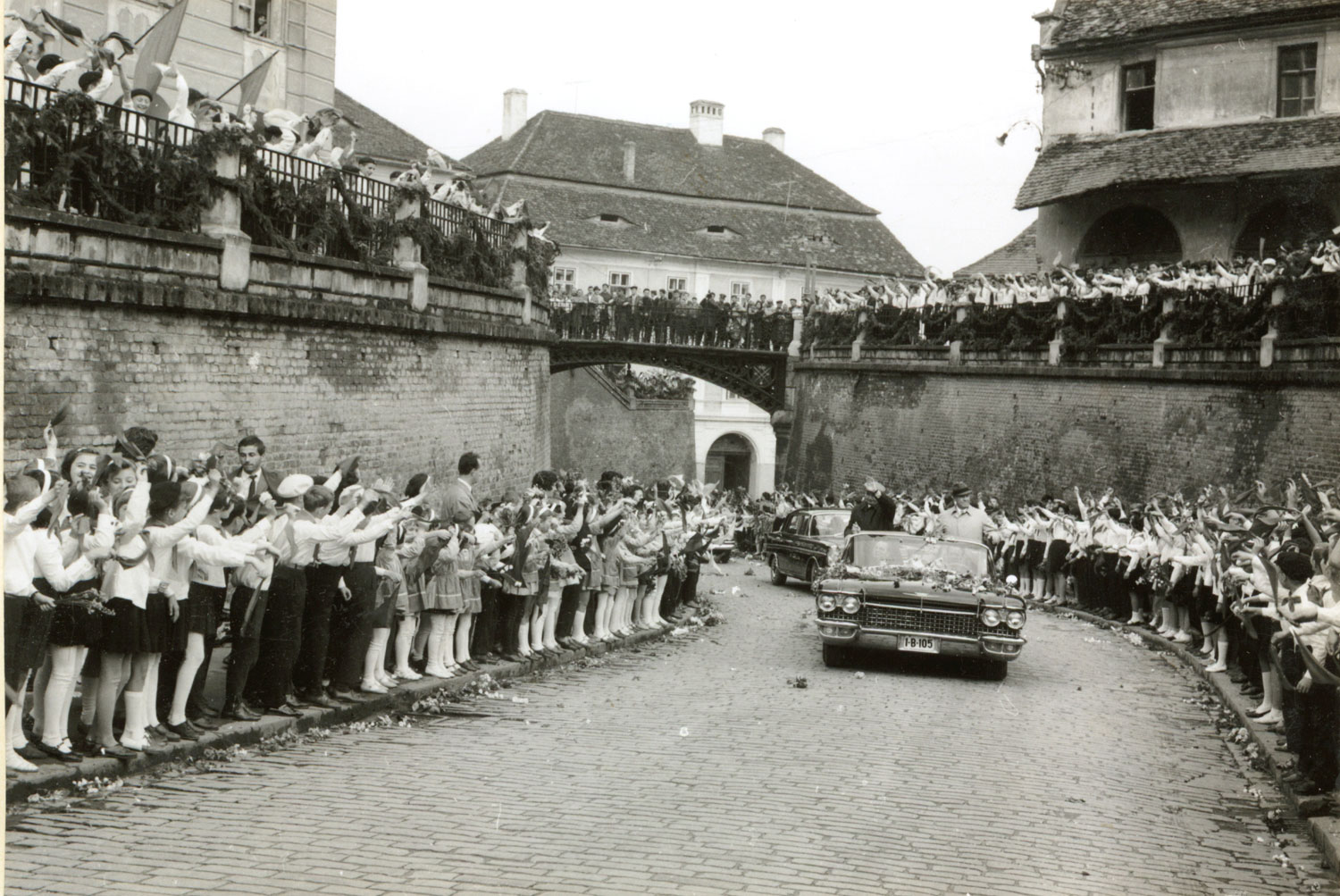
بازدید چائوشسکو از سیبیو (۱۹۶۷)
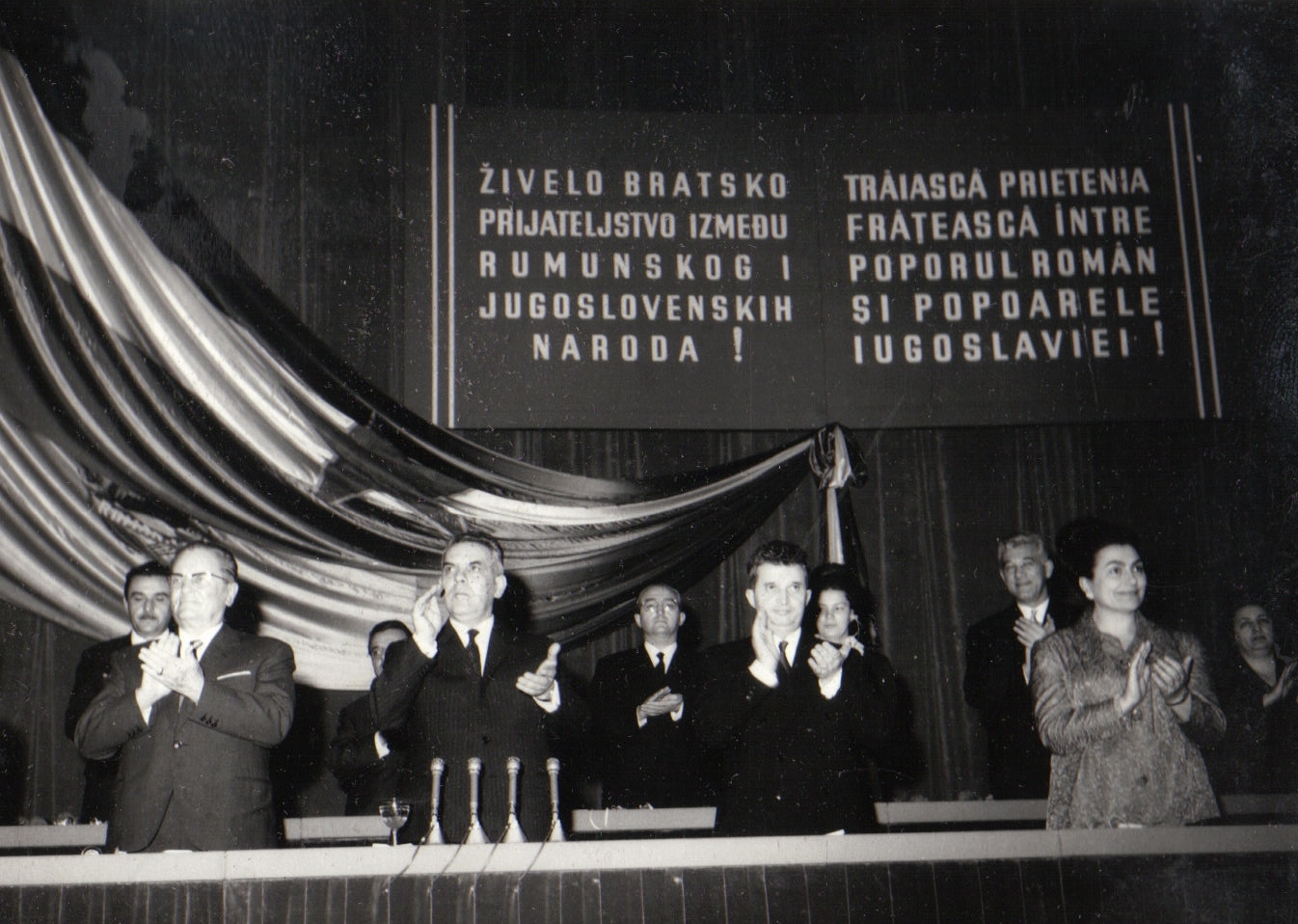
چائوشسکو و یوسیپ بروز تیتو در دیدار دوستی رومانی-یوگسلاوی در بخارست
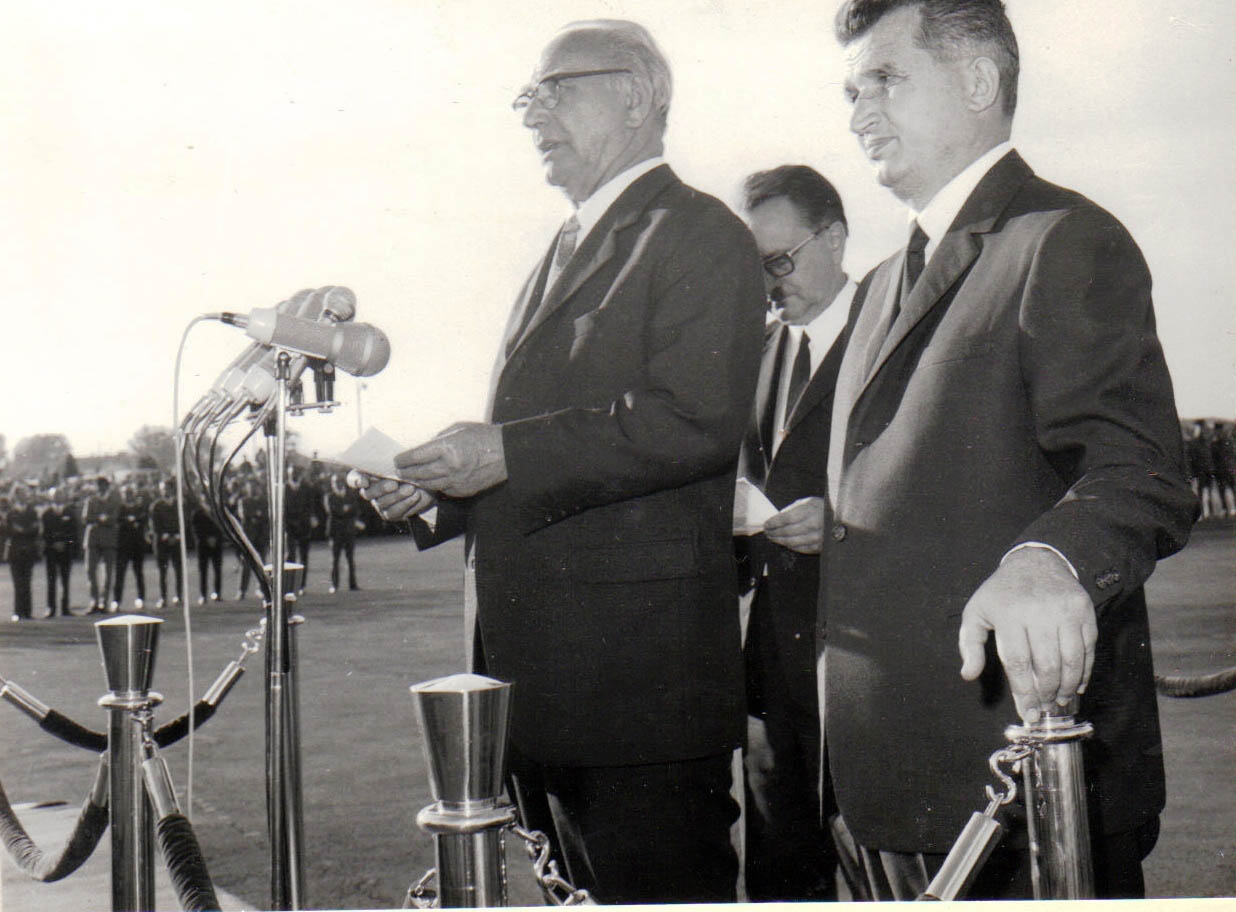
فرانتس یوناس، رئیس جمهور اتریش، در بازدید از بخارست، رومانی (۱۹۶۹)
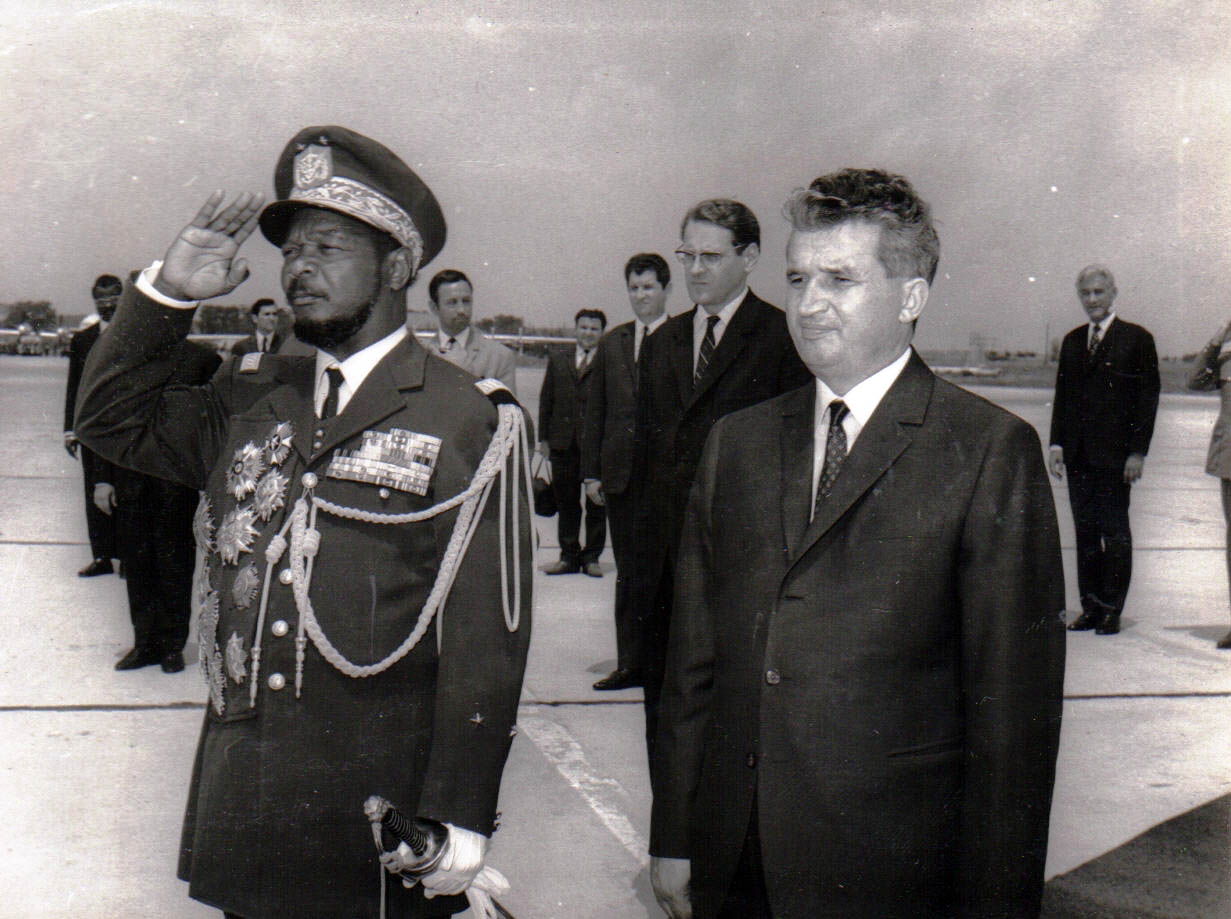
نیکولای چائوشسکو در هنگام دیدار ژان-بدل بوکاسا از رومانی (ژوئیه ۱۹۷۰)
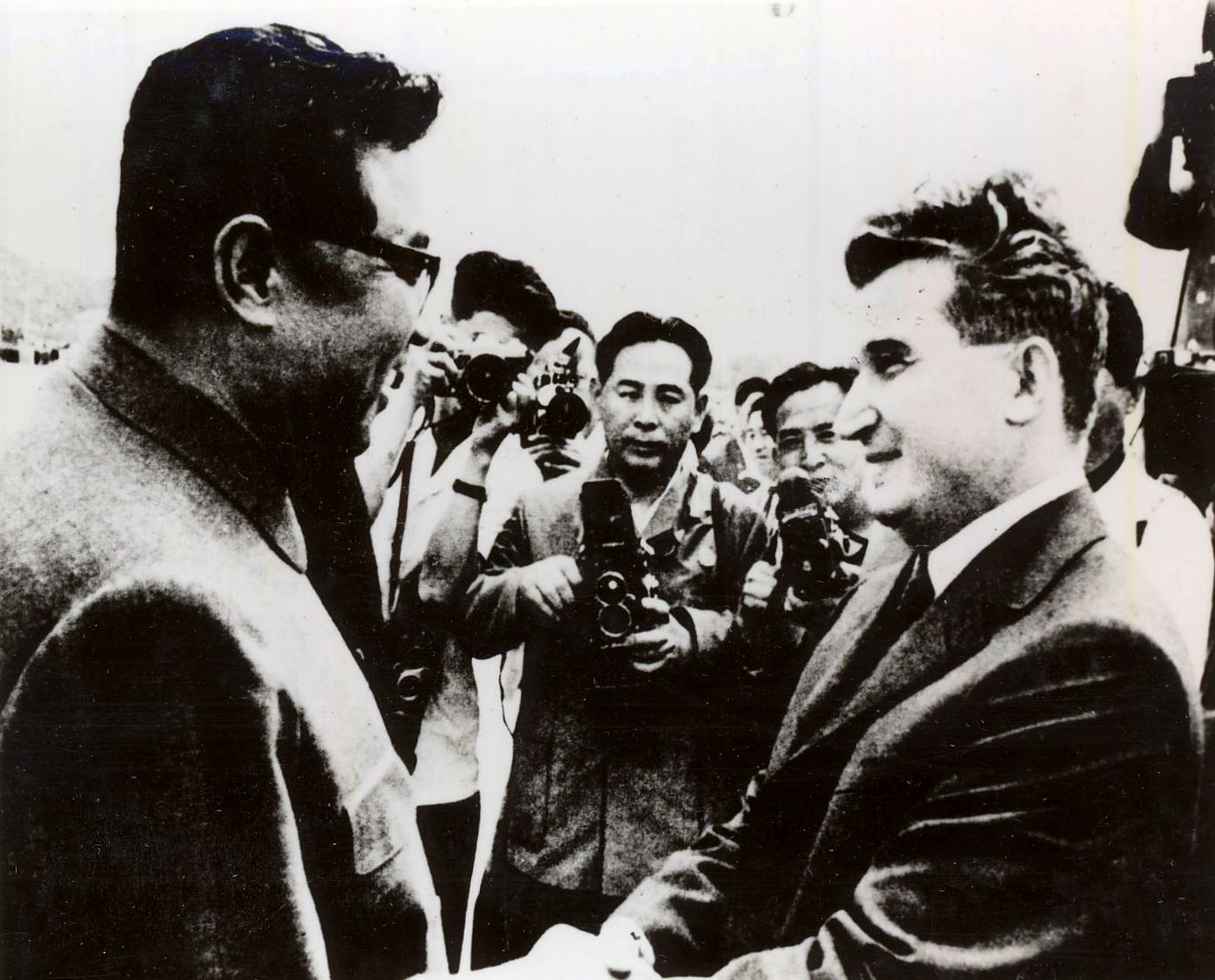
چائوشسکو و کیم ایل-سونگ در دیدار از کره شمالی (۱۹۷۱)
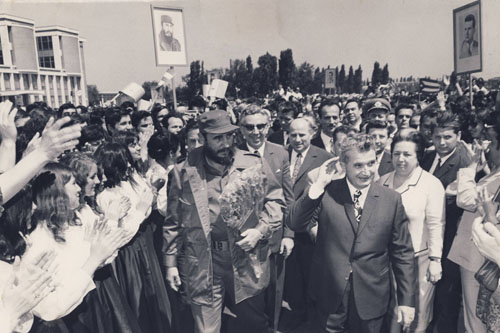
دیدار فیدل کاسترو و چائوشسکو در رومانی (۱۹۷۲)
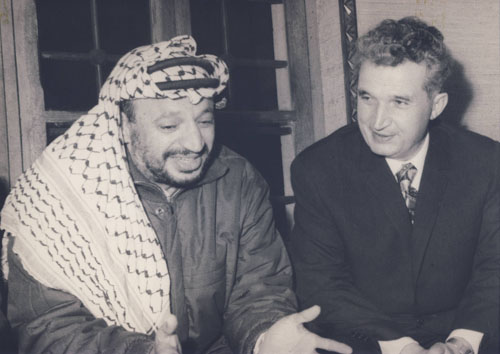
یاسر عرفات و نیکولای چائوشسکو در سفر عرفات به بخارست (۱۹۷۴)
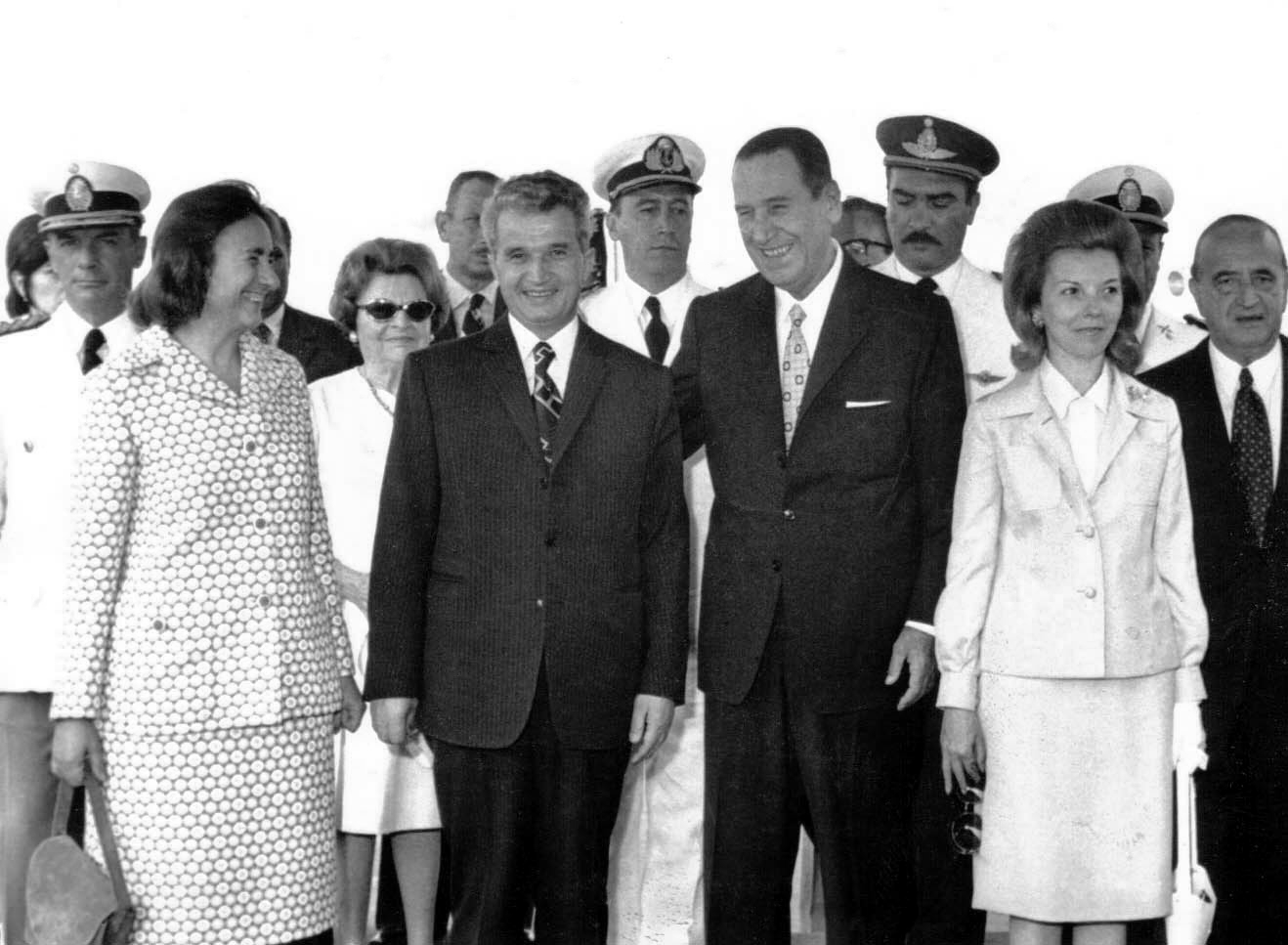
چائوشسکو و همسرش و خوآن پرون و همسرش در بوئنوس آیرس (۱۹۷۴)
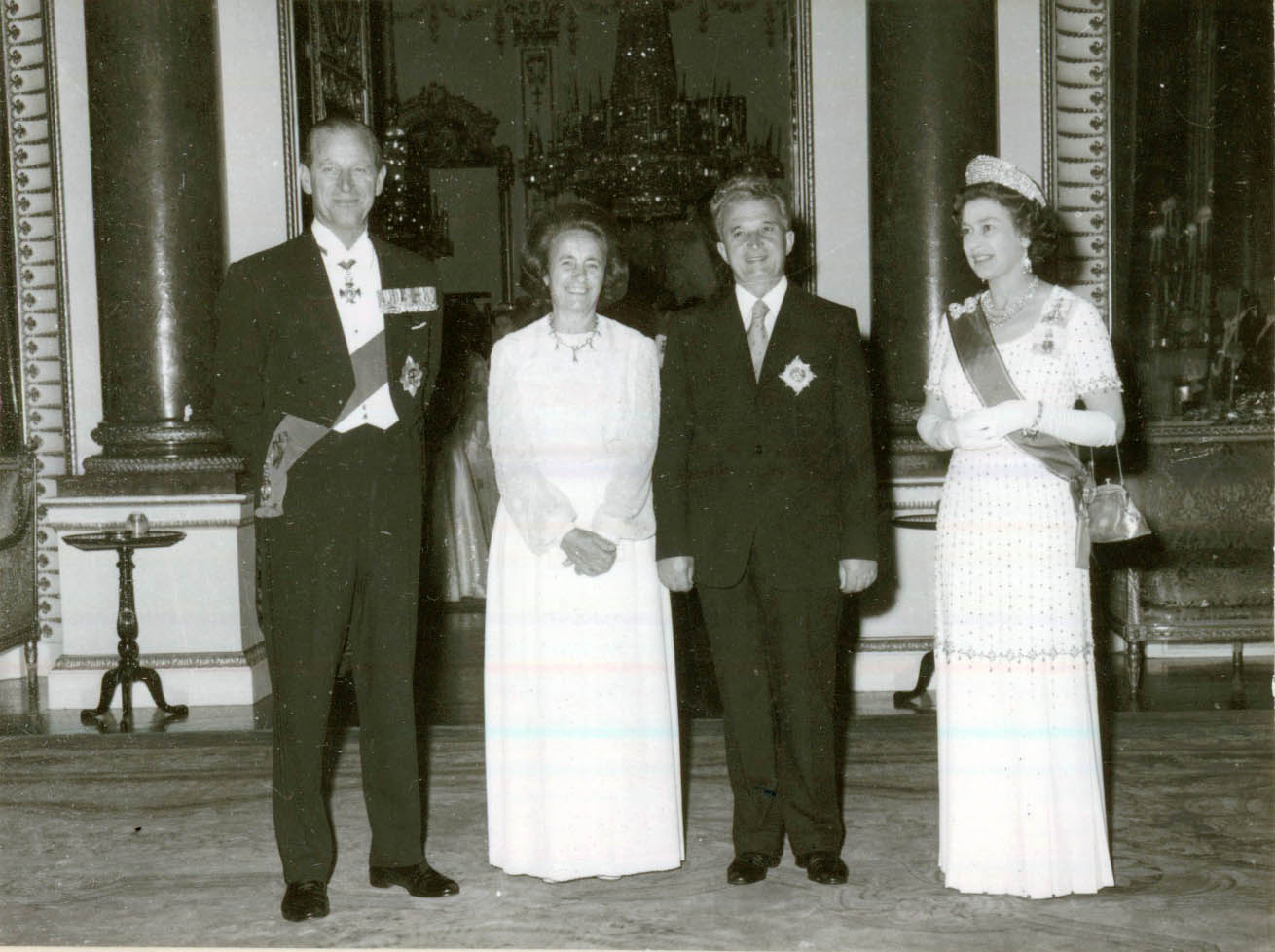
چائوشسکو و ملکه بریتانیا الیزابت دوم در کاخ باکینگهام در بازدید از بریتانیا در ۱۹۷۸
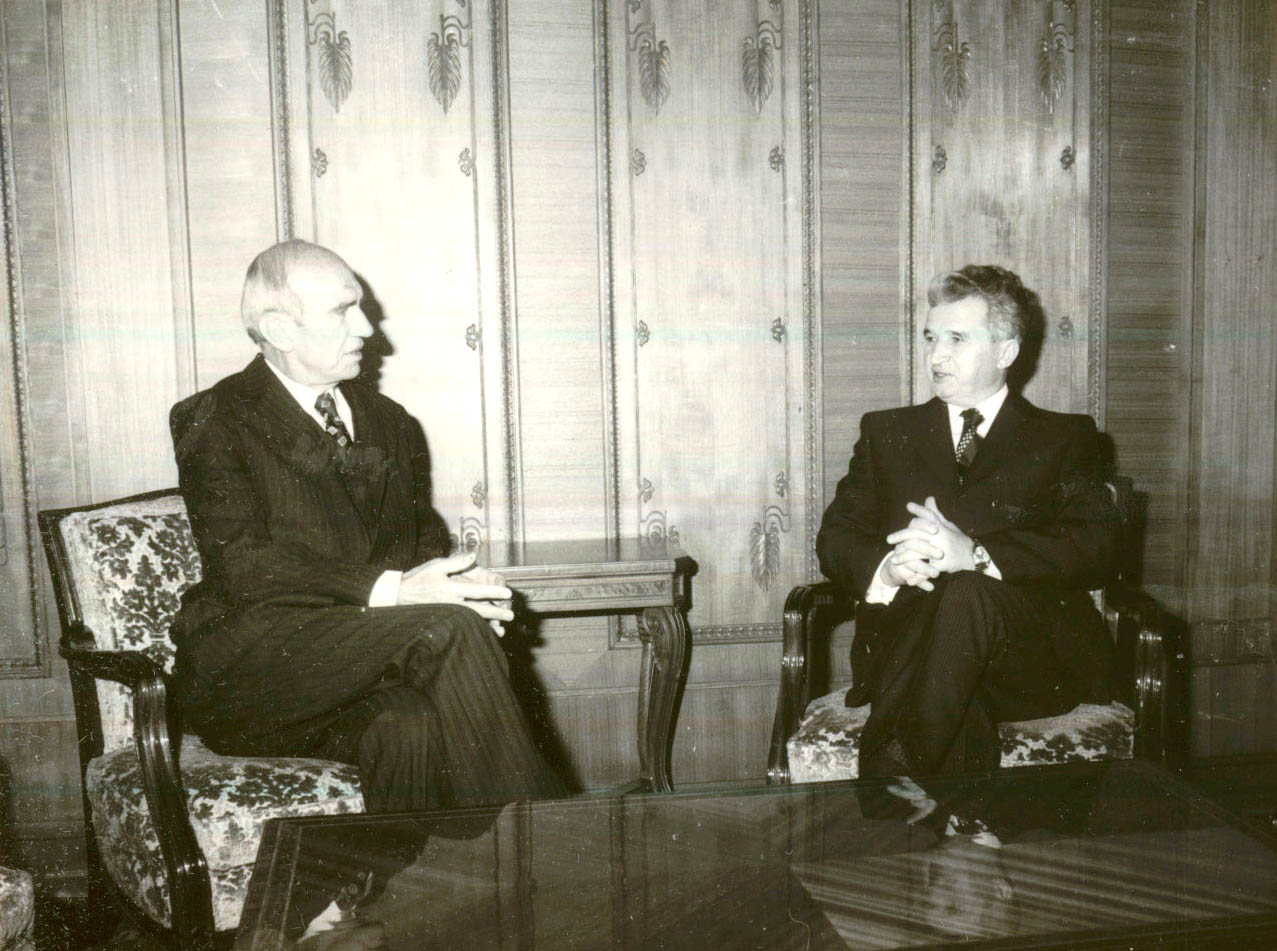
چائوشسکو و رودلف کیرشلگر، رئیس جمهور اتریش، در هنگام بازدید از رومانی (۱۹۷۸)
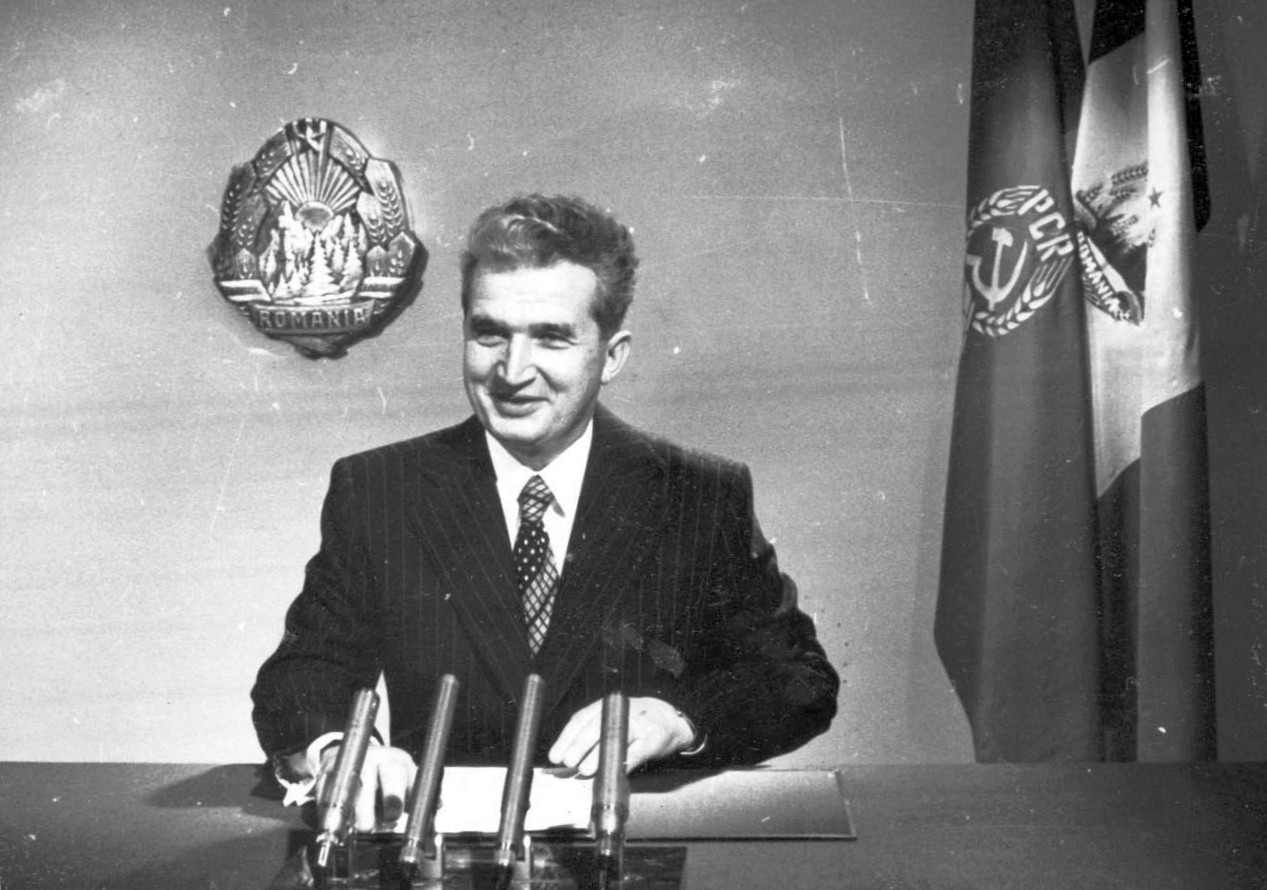
خواندن پیام شب سال نو در تلویزیون و رادیو (۱۹۷۸)
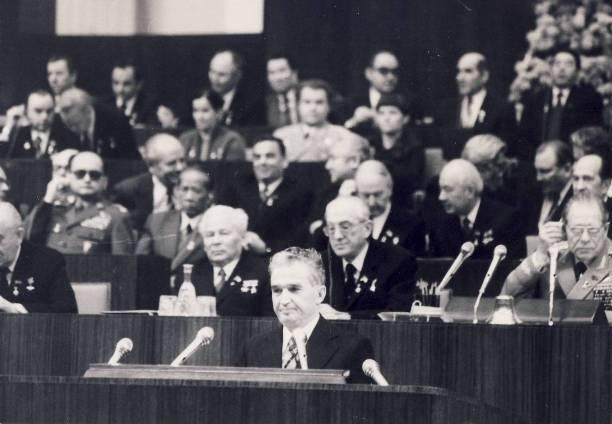
سخنرانی چائوشسکو در مسکو در ۶۰امین سالگرد بنیان‌گذاری اتحاد جماهیر شوروی سوسیالیستی (۱۹۸۲)
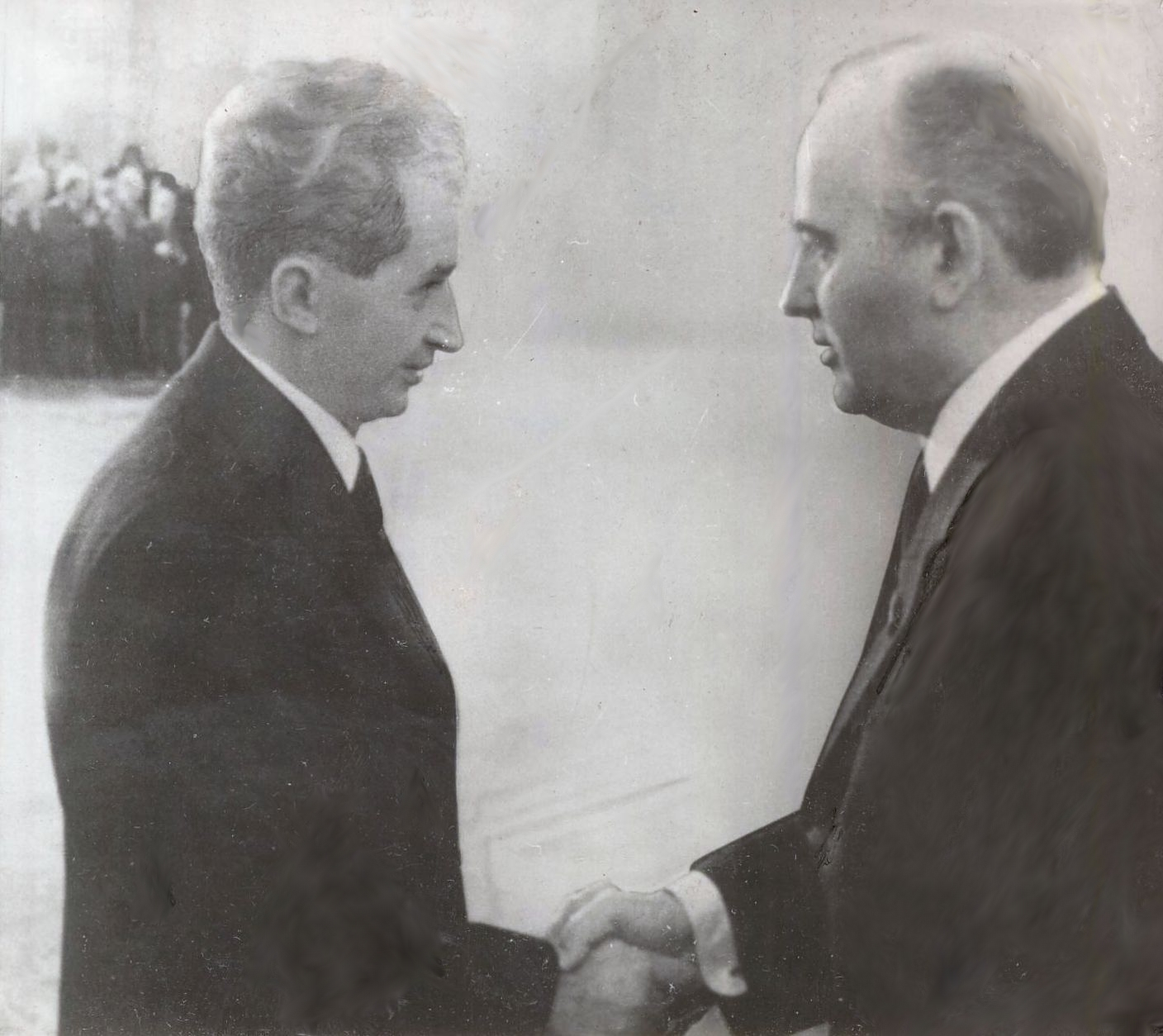
چائوشسکو و میخائیل گورباچف از اتحاد جماهیر شوروی (۱۹۸۵)
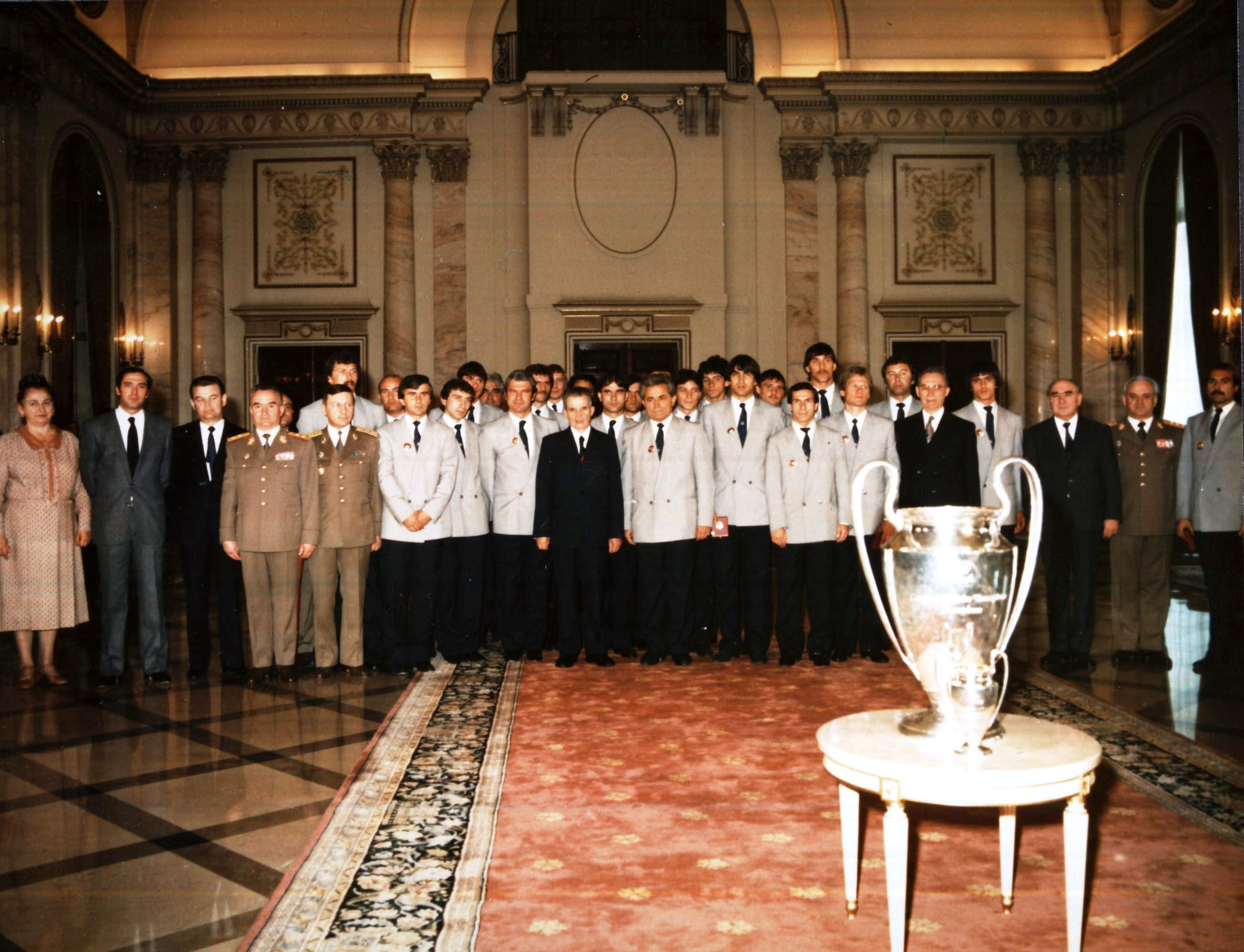
دیدار چائوشسکو با اعضای باشگاه فوتبال استوا بخارست برنده لیگ قهرمانان اروپا (۱۹۸۶)
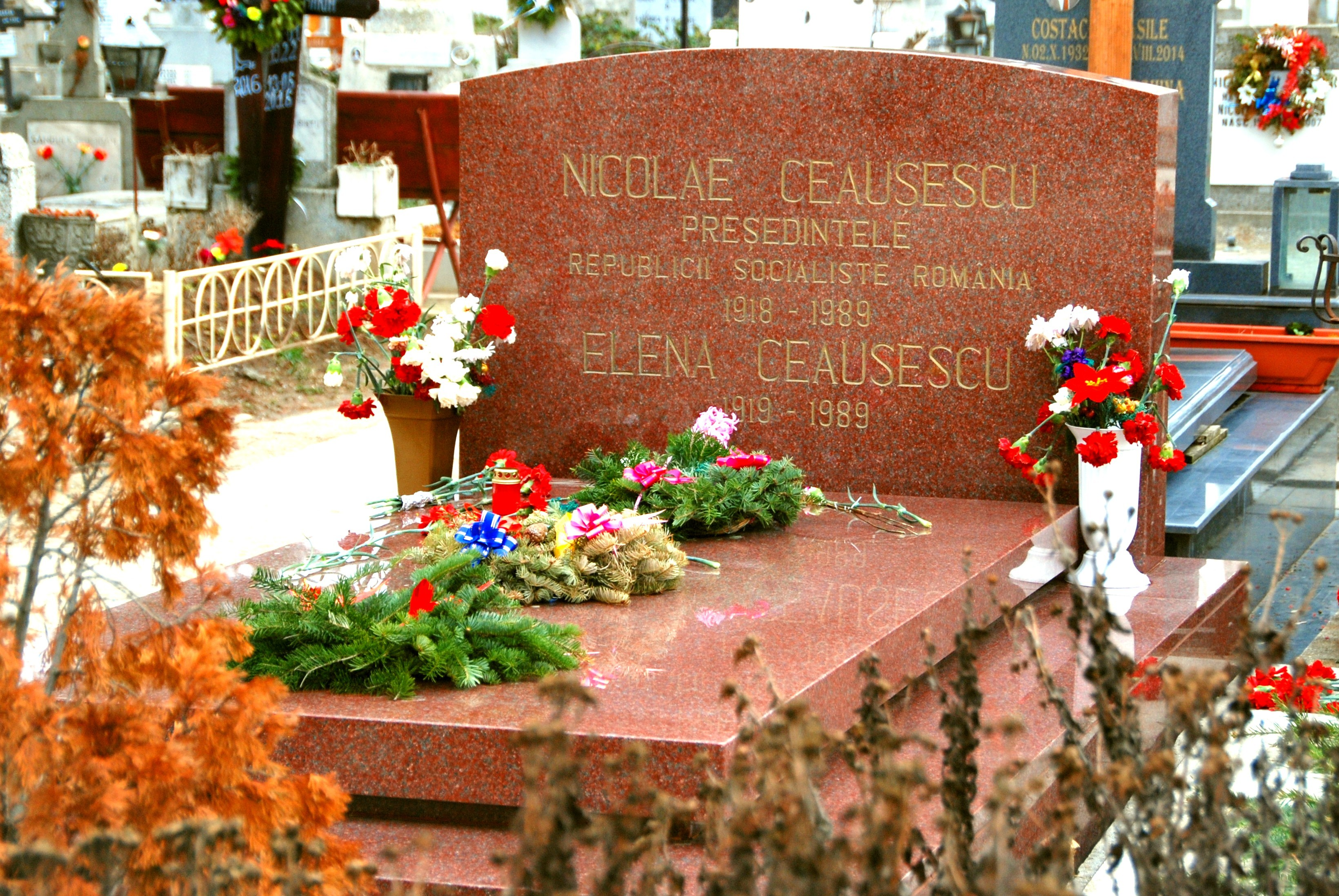
مزار نیکلای و النا چائوشسکو در گورستان گنچا، بخارست